# František Mensi
Páter František Antonín Martin Mensi (28. března 1753 Bystré (okres Svitavy) – 28. prosince 1829 Pchery) byl kněz, vynikající kazatel a hudební skladatel.

## Život
Narodil se v Bystrém u Poličky. Otec Ital, Petrus Alexi Mensi, původem Benátčan, byl vychovatelem hraběcích dcer u Hohenemsů, majitelů bysterského panství. Matka Češka, Barbara Bittmannová, byla dcerou ředitele bysterského velkostatku. František byl čtvrtým z pěti dětí a prvním synem. Zřejmě proto mu byla předurčena dráha duchovního. V roce 1757 se rodina stěhuje z Bystrého nejprve do Chlumce nad Cidlinou a pak do Křince u Nymburka. Bližší údaje z jeho dětství a o jeho prvním hudebním vzdělání dosud chybí.
Dalším známým působištěm a místem jeho vyššího vzdělání je Praha. Zde u jezuitů získal titul bakaláře teologie a magistra filosofie. V klášterním internátě - konviktu sv. Bartoloměje působil jako vychovatel. Hru na violoncello studoval u skladatele a violoncellisty Josefa Rejchy (1752-1795), hru na housle a skladbu u českého skladatele Kajetána Vogla (1750-1794). František Mensi později sám také vyučoval hře na oba nástroje.
Na svátek Nejsvětější Trojice v roce 1776 byl vysvěcen na kněze a vzápětí 9. června nastoupil jako kaplan ve Smečně, sídelním městě hrabat Martiniců (od r. 1791 Clam Martiniců). V duchovní službě zůstal na martinickém panství po zbytek života. Od 3. června 1787 byl krátce administrátorem v Kvílicích u Slaného a od 7. září se na plných osmnáct let stal farářem v Hobšovicích, kde většinou z vlastních zdrojů a svýma rukama postavil faru. 16. srpna 1805 byl ustanoven farářem v Družci a 4. července 1809 ve Pcherách, kde strávil poslední roky svého života. Pohřben byl poslední den roku 1829 u kostela sv. Štěpána. Hřbitov byl na počátku 20. století zrušen, do dnešních dnů nepřečkala ani budova, kde se František Mensi narodil a neznáme ani jeho podobu. Jediné co se dochovalo, a díky čemu byla jeho osobnost vytažena ze zapomnění, je jeho znovu objevené hudební dílo v dochované hudební sbírce kostela Nejsvětější Trojice ve Smečně, kde jsou náhodou i nejstarší varhany střední Evropy z roku 1587.

## Dílo
Mensiho hudební dílo nemá zásadní vliv na vývoj a historii české hudby. Není ani tak početné a bohatě zastoupené v dochovaných chrámových sbírkách jako například dílo Františka Xavera Brixiho (1732-1771), pro český klasicismus tolik významné. Přesto na pozadí tohoto tehdy velmi módního stylu dokázal P. František Mensi tvořit osobitou hudbu. Jeho tvorbu lze rozdělit do tří skupin - motetta a offertoria, mariánské antifony a příležitostné slavnostní skladby kantátového typu. Samotné skladby jsou na vysoké skladatelské úrovni, bohaté na melodie a harmonii. V Mensiho hudbě můžeme slyšet nejen prvky barokní hudby v bohatých houslových doprovodech a v melodicky vystavěném číslovaném basu, ale i klasicistní a v pozdějších skladbách i prvky nastupujícího romantismu. Většinou jsou dvou nebo třídílné, některé v Da Capo první části, jiné A B A' s náběhem k rondové formě. V dílech užívá recitativy, árie i fugy. Mensiho motetta mají dobově typickou třídílnou stavbu v sonátové formě, kterou vždy užívá v tomto druhu svých děl. Některé opisy v dalších sbírkách jsou bohužel „poraněné“ seškrtáním taktů, vynecháním celých částí nebo jsou neuměle nahrazené jiným textem. Kromě několika tradičních motettových a offertoriových, zejména adventně vánočních textů jsou ostatní zřejmě Mensiho autorská díla. Z nich je cítit opravdovost hluboké víry a z hudebně estetického hlediska i takzvaný vyšší účel – působí na city a zároveň směřují k mravní i duchovní dokonalosti. Z technického hlediska nebyl inovátorem, ale praktickým skladatelem. Sborová sazba je ve srovnání s orchestrální mnohem jednodušší a pěvěcky dostupnější. Osobitým způsobem se drží klasických forem, ale nápaditě se jich ujímá ve zpracování. Užívá melodického basu nejen v nástrojové lince, ten je často bohatší než sopránová hlavní melodie.
Co je Mensimu v tvorbě vlastní, je zohlednění významu textu při komponování jednotlivých melodií nebo v celkovém znění myšlenkových částí skladeb. Z hudebně kompozičního hlediska dokázal z textového poselství vytáhnout a zdůraznit jeho podstatu a ve vystavěné melodii udržet nejen smyslové napětí, ale i vyjevit pravý cit. Což v tradiční klasicistní hudbě nebylo častým zvykem. Samozřejmě, že se nemohl z dnešního pohledu vyhnout některým dobovým nešvarům, ale přesto ani jedno dochované dílo nepůsobí mělce nebo až příliš klasicistně jednoduše. K tomu je potřeba dodat, že František Mensi byl životním posláním kněz, ne skladatel. Tudíž nemusel ve vlastní tvorbě dávat přednost kvantitativnímu měřítku, ale mohl si dovolit spíše kvalitativní hledisko. Jistá skladatelská nezralost je pochopitelně patrná u jeho raných děl.
Výjimečným dílem nejen v Mensiho tvorbě je rozměrná Svatební kantáta z roku 1791 k svatbě poslední hraběnky Anny Marie z Martinic s hrabětem Karlem Josefem z Clamu. Viz třetí CD s Mensiho hudbou souboru Chorus Carolinus Kladno.
Místem objevení Mensiho hudby a uchování největšího počtu skladeb (31) je Smečno. Z celkového počtu přibližně 50 dosud objevených děl se 17 kompozic nachází pouze zde. Význam Mensiho díla a oblibu skladeb lze posoudit také podle kostelních a klášterních kůrů, které si jeho díla do svých sbírek pořídily. Například Praha, Broumov, Úterý, Sokolov, Březnice, Loukov u Mnichova Hradiště, Kutná Hora, Hluboká nad Vltavou, Zlatá Koruna, Český Krumlov, Nymburk, Sadská, Turnov, Panenský Týnec, Velvary, Slaný, Zlonice, Mšec, Nový Knín, Radnice, Teplice, Protivín, Klatovy, Osek, Cítoliby, Písek, Hradec Králové, Plzeň, Domažlice, Mladá Boleslav, Roudnice nad Labem, Rokycany, aj. Kromě našich sbírek je z mezinárodního hudebního katalogu RISM známo ještě několik zahraničních. V Německu, Rakousku, Polsku, Maďarsku a na Slovensku.
Přibližnou dobu vzniku Mensiho děl lze určit pouze dle některých opisů z jiných sbírek, protože František Mensi své rukopisy ani opisy jiných skladatelů nedatoval. O tom, že byl po celou dobu svého kněžského úřadu činným hudebním skladatelem, máme doklad ve smečenské sbírce, kde je na obalu not Salve Regina in B podepsán jako farář pcherský. Vytvořil také 32 opisů děl jiných autorů – F. X. Brixiho, J. Haydna, L. Hofmanna, J. A. E. Koželuha, J. Myslivečka, T. Traetty, G. Paisella, V. Pichla, K. Vogela, F. X. Duška, J. K. Vaňhala, K. Dittersdorfa, S. Leduca, I. Pleyela, M. Haydna a W. A. Mozarta.
Není možné rozumně srovnávat Mensiho tvorbu se slavnějšími kolegy, přesto nesmíme zapomínat, že František Mensi, kromě jedenácti let strávených ve Smečně, žil po zbytek života pouze v malých a nevýznamných obcích a jeho styk s pulsujícím kulturním světem musel být do značné míry omezen. Mensiho odkaz má štěstí, že byl nejen znovu objeven, ale oživen koncertně i na třech CD. Máme tak další šanci posoudit vysokou uměleckou úroveň české hudby, která navíc vznikala mimo velká tradiční kulturní centra. Například také v nedalekých Cítolibech.